# مارغريت باين
مارغريت باين (بالإنجليزية: Margaret Bane)‏ (مواليد 1542 - تُوفيت 25 مارس 1597)، كانت قابلة اسكتلندية وإحدى ضحايا الحملة الكبرى ضد الساحرات في اسكتلندا لسنة 1597.